# 1986 (numero)
Millenovecentottantasei (1986) è il numero naturale dopo il 1985 e prima del 1987.

## Proprietà matematiche
- È un numero pari.
- È un numero composto da 8 divisori: 1, 2, 3, 6, 331, 662, 993, 1986. Poiché la somma dei suoi divisori (escluso il numero stesso) è 1998 > 1986, è un numero abbondante.
- È un numero sfenico.
- È un numero intoccabile.
- È un numero semiperfetto in quanto pari alla somma di alcuni (o tutti) i suoi divisori.
- È un numero intero privo di quadrati.
- È un numero malvagio.
- È parte delle terne pitagoriche (1986, 2648, 3310), (1986, 109552, 109570), (1986, 328680, 328686), (1986, 986048, 986050).

## Astronomia
- 1986 Plaut è un asteroide della fascia principale del sistema solare.

## Astronautica
- Cosmos 1986 è un satellite artificiale russo.